# Dale Garland
Pour les articles homonymes, voir Garland.
Dale Garland (né le 13 octobre 1980 à Guernesey) est un athlète britannique spécialiste du 400 mètres. 

## Carrière
Lors des Championnats d'Europe d'athlétisme en salle 2005, Dave Garland se qualifie pour la finale sur 400 mètres, où il prendra finalement la 6e place (47 s 59). Il remporte la médaille d’argent sur 4 × 400 mètres au sein du relais britannique.
En 2007, il devient champion d’Europe en salle sur 4 × 400 mètres, associé à Robert Tobin, Philip Taylor et Steven Green.
Athlète polyvalent, Dale Garland prend la 5e place du décathlon aux Jeux du Commonwealth de 2006, sous les couleurs de Guernesey.

### Palmarès
| Année | Compétition                    | Lieu       | Résultat | Épreuve   | Performance   |
| ----- | ------------------------------ | ---------- | -------- | --------- | ------------- |
| 2005  | Championnats d’Europe en salle | Madrid     | 6e       | 400 m     | 47 s 59       |
| 2005  | Championnats d’Europe en salle | Madrid     | 2e       | 4 × 400 m | 3 min 09 s 53 |
| 2006  | Jeux du Commonwealth           | Melbourne  | 5e       | Décathlon | 7413 points   |
| 2007  | Championnats d’Europe en salle | Birmingham | 1er      | 4 × 400 m | 3 min 07 s 04 |
| 2008  | Championnats du monde en salle | Valence    | 5e       | 4 × 400 m | 3 min 09 s 21 |

### Records
| Épreuve    | Performance | Lieu      | Date        |
| ---------- | ----------- | --------- | ----------- |
| 400 mètres | 46 s 68     | Melbourne | 9 mars 2006 |

| Épreuve    | Performance | Lieu   | Date        |
| ---------- | ----------- | ------ | ----------- |
| 400 mètres | 46 s 89     | Madrid | 4 mars 2005 |